# Parapiophila flavipes
Parapiophila flavipes är en tvåvingeart som först beskrevs av Zetterstedt 1847.  Parapiophila flavipes ingår i släktet Parapiophila, och familjen ostflugor. Arten är reproducerande i Sverige.